# علم التفسير

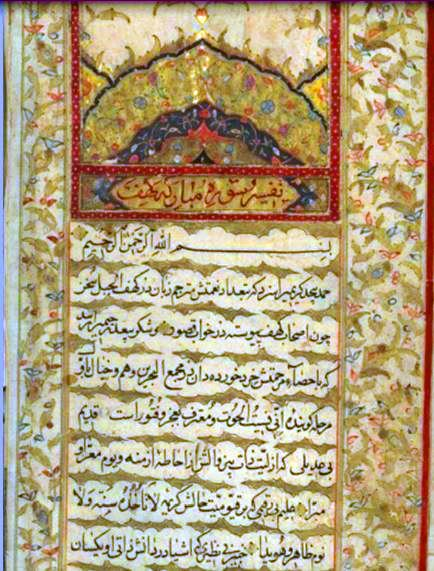
لوحه تدل على تفسير آيات القرآن

علم التفسير هو توضيح الشيء وبيان معناه، وهو علم اهتم به المسلمون لفهم آيات القرآن.

## تعريفه
للعلماء عدة أقوال في تعريف تفسير القرآن، أوردها الإمام السيوطي في (الإتقان في علوم القرآن)، منها ما يلي:
هو علم نزول الآيات وشؤونها، وقصصها، والأسباب النازلة فيها، ثم ترتيب مكيها ومدنيها، ومحكمها ومتشابهها، وناسخها ومنسوخها، وخاصها وعامها، ومطلقها ومقيدها، ومجملها ومفسرها، وحلالها وحرامها، ووعدها ووعيدها، وأمرها ونهيها، وعبرها وأمثالها.
وقال أبو حيان الأندلسي في (البحر المحيط): التفسير علم يبحث فيه عن كيفية النطق بألفاظ القرآن ومدلولاتها وأحكامها الإفرادية والتركيبية ومعانيها التي تحمل عليها حالة التركيب وتتمات لذلك. فقولنا (علم): هو جنس يشمل سائر العلوم.
وقولنا: (يبحث فيه عن كيفية النطق بألفاظ القرآن) هذا هو علم القراءات.
وقولنا: (ومدلولاتها) أي مدلولات تلك الألفاظ، وهذا هو علم اللغة الذي يحتاج إليه في هذا العلم.
وقولنا: (وأحكامها الإفرادية والتركيبية) هذا يشمل علم التصريف وعلم الإعراب وعلم البيان وعلم البديع.
وقولنا: (ومعانيها التي تحمل عليها حالة التركيب) يشمل ما دلالته بالحقيقة، وما دلالته بالمجاز، فإن التركيب قد يقتضي بظاهره شيئا، ويصد عن الحمل على الظاهر صاد، فيحتاج لأجل ذلك أن يحمل على غير الظاهر وهو المجاز.
وقولنا: (وتتمات لذلك) هو مثل معرفة النسخ، وسبب النزول، وقصة توضح بعض ما أبهم في القرآن، ونحو ذلك.
وقال بدر الدين الزركشي في (البرهان في علوم القرآن): هو علم يفهم به كتاب الله المنزل على نبيه محمد صلى الله عليه وسلم وبيان معانيه واستخراج أحكامه وحكمه، واستمداد ذلك من علم اللغة والنحو والتصريف، وعلم البيان، وأصول الفقه، والقراءات، ويحتاج لمعرفة أسباب النزول والناسخ والمنسوخ.
وقال الشيخ محمد عبد العظيم الزرقاني في (مناهل العرفان في علوم القرآن): هو علم يبحث فيه عن أحوال القرآن الكريم، من حيث دلالته على مراد الله تعالى، بقدر الطاقة البشرية.
وعرّفه الإمام محمد الطاهر بن عاشور في مقدمة تفسيره (التحرير والتنوير) فقال ما ملخصه: هو اسم للعلم الباحث عن بيان معاني ألفاظ القرآن وما يستفاد منها باختصار أو توسع. وموضوع التفسير: ألفاظ القرآن من حيث البحث عن معانيه وما يستنبط منه.

## أقسام التفسير
لتقسيم التفسير اعتبارات متعددة يختلف باختلافها، وهذه الاعتبارات هي:

### أولا: باعتبار معرفة الناس له
وهو بهذا الاعتبار ينقسم إلى أربعة أقسام أخرجها ابن جرير الطبري عن طريق سفيان الثوري عن ابن عباس فيما يلي:
- وجه تعرفه العرب من كلامها.
- وتفسير لا يعذر أحد بجهالته.
- وتفسير يعلمه العلماء.
- وتفسير لا يعلمه إلا الله.

### ثانيا: باعتبار طرق الوصول إليه
وجهة استمداده تكون من الطريق المعتاد نقلا كان من القرآن نفسه، أو من السنة، أو من كلام الصحابة، أو التابعين، أو كان رأيا واجتهادا. أو من غير هذا الطريق بأن يكون بطريق الإلهام والفيض، فالتفسير ينقسم بهذا الاعتبار إلى ثلاثة أقسام:
- تفسير بالرواية، ويسمى التفسير بالمأثور.
- تفسير بالدراية، ويسمى التفسير بالرأي.
- تفسير بالدراية والرواية، ويسمى التفسير الأثري النظري.
- تفسير بالفيض والإشارة، ويسمى التفسير الإشاري.

### ثالثا: باعتبار أساليبه
أن ينظر إلى التفسير من جهة كونه شرحا لمجرد معنى اللفظ في اللغة، ثم لمعنى الجملة أو الآية على سبيل الإجمال، وهو بهذا الاعتبار ينقسم إلى قسمين:
- تفسير إجمالي.
- تفسير تحليلي.

### رابعا: من جهة تناوله لموضوعات القرآن
أن ينظر إلى التفسير من جهة خصوص تناوله لموضوع ما من موضوعات القرآن الكريم، عاما كان كالعقيدة والأحكام أو خاصا كالصلاة والوحدانية ونحوها. وهو بهذا الاعتبار ينقسم إلى:
- تفسير عام.
- تفسير موضوعي.

## أساليب التفسير
للمفسرين في التفسير أساليب أربعة هي:
- التفسير التحليلي: وهو الأسلوب الذي يتتبع فيه المفسر الآيات حسب ترتيب المصحف سواء تناول جملة من الآيات متتابعة أو سورة كاملة أو القرآن الكريم كله، ويبين ما يتعلق بكل آية من معاني ألفاظها، ووجوه البلاغة فيها وأسباب نزولها وأحكامها ومعناها ونحو ذلك.
- التفسير الإجمالي: وهو الأسلوب الذي يَعْمَد فيه المفسر إلى الآيات القرآنية حسب ترتيب المصحف فيبين معاني الجمل فيها متتبعاً ما ترمي إليه الجمل من أهداف ويصوغ ذلك بعبارات من ألفاظه ليسهل فهمها وتتضح مقاصدها.
- التفسير المقارن: وهو الأسلوب الذي يَعمد المفسر فيه المفسر إلى الآية أو الآيات فيجمع ما حول موضوعها من نصوص سواء كانت نصوصاً قرآنية أخرى، أو نصوصاً نبوية (أحاديث)، أو للصحابة، أو للتابعين، أو للمفسرين، أو الكتب السماوية الأخرى، ثم يُقارن بين الآراء، ويستعرض الأدلة، ويبين الراجح وينقض المرجوح.
- التفسير الموضوعي: وهو أسلوب لا يُفَسِّر فيه صاحبه الآيات القرآنية حسب ترتيب المصحف بل يجمع الآيات التي تتحدث عن قضية أو موضوع واحد فيفسرها.

## شروط المفسر وآدابه
من المهم الاعتناء بتفسير القرآن من قبل اشخاص لهم معرفة وحكمة و دراية بتفسير هذا الكتاب الكريم ومن أهم النقاط المعتبرة للمفسر شروطة وآدابه

### شروط المفسر
1. صحة الاعتقاد
2. التجرد عن الهوى
3. أن يبدأ أولا بتفسير القرآن بالقرآن
4. أن يطلب التفسير من السنة النبوية فإنها شارحة للقرآن
5. إذا لم يجد من السنة يرجع لقول الصحابة
6. العلم باللغة العربية و فروعها
7. العلم بأصول العلوم المتصلة بالقرآن.
8. دقة الفهم التي تمكن المفسر من ترجيح معنى على آخر.

### آداب المفسر
1. حسن النية وصحة المقصد
2. حسن الخُلق
3. الامتثال والعمل
4. تحرى الصدق والضبط و النقل
5. الجهر بالحق
6. التواضع ولين الجانب
7. عزة النفس عن سفاسف الأمور
8. حسن السمت الذي يكسبه الهيبة والوقار
9. الأناة والروية فلا يسرد الكلام سرداً بل يفصله ويبينه.[11]

## وصلات خارجية
- موقع التفسير
- تفاسير الشيعة
- كتب التفسير